# Orašje Popovo (Republika Serbska)
Orašje Popovo (cyr. Орашје Попово) – wieś w Bośni i Hercegowinie, w Republice Serbskiej, w mieście Trebinje. W 2013 roku liczyła 8 mieszkańców.